# 김연왕
김연왕(한국 한자: 金淵王, 1993년 10월 19일 ~ ) 은 대한민국의 축구 선수이다. 포지션은 미드필더이다. 현재 K4리그의 서울 노원 유나이티드 소속으로 뛰고 있다.